# والرین گونیا
والرین «والیکو» گونیا (گرجی: ვალერიან [ვალიკო] გუნია؛ ۲۱ ژانویهٔ ۱۸۶۲ – ۳۱ ژوئیهٔ ۱۹۳۸) نمایشنامه‌نویس، بازیگر، کارگردان، منتقد و مترجم اهل امپراتوری روسیه (گرجستان شوروی) بود. سهم او در صحنه گرجستان، عنوان هنرمند مردمی را در سال ۱۹۳۴ برای او به ارمغان آورد.